# Neusibirische Inseln
Die Neusibirischen Inseln (russisch Новосибирские острова / Nowossibirskije ostrowa, jakutisch: Саҥа Сибиир арыылара / Saŋa Sibiir aryylara) sind eine große russische Inselgruppe im Nordpolarmeer. Sie gehören zur Teilrepublik Sacha (Jakutien) und werden vom Ulus Bulun verwaltet.

## Geographie
Die teilweise vergletscherte arktische Inselgruppe befindet sich nördlich von Ostsibirien auf den geographischen Koordinaten 73–77° Nord, 135–151° Ost. Das Areal von 400 × 500 km grenzt die Ostsibirische See von der Laptewsee ab.
Die Gruppe besteht aus 4 größeren Inseln über 10.000 km² sowie kleineren in der Umgebung. Sie sind geographisch von Süden nach Norden in die Ljachow-Inseln, die Anjou-Inseln und die De-Long-Inseln unterteilt. Vom sibirischen Festland trennt sie die Laptew-Straße, zwischen Ljachow- und Anjou-Inseln verläuft die Sannikowstraße.
Westlich der Ljachow-Inseln (ungefähr 400 km) mündet der Strom Lena mit seinem flächenmäßig sehr großen Mündungsdelta ins Eismeer.
Die Neusibirischen Inseln weisen ein weitgehend flaches Relief auf. Die höchste Erhebung ist mit 426 m der De-Long-Berg im Südwesten der Bennett-Insel.

## Klima
Auf den Neusibirischen Inseln herrscht polares Klima.
Jährliche Durchschnittstemperatur: −14 °C.
Wärmster Monat: Juli mit etwa 2,5 °C.
Kältester Monat: Februar −29 °C.
Die jährliche Niederschlagsmenge beträgt 131 mm und ist nahezu gleichmäßig über das Jahr verteilt, mit einem leichten Maximum im Juli und August.
Die globale Erwärmung hat starke Auswirkungen auf das Eis in der Arktis.

## Geschichte
Einzelne Inseln des Archipels wurden 1710 vom Kosaken Jakow Permjakow gesichtet. 1712 führte er eine Kosakeneinheit unter Merkuri Wagin an den Ort seiner Entdeckung, die die Laptew-Straße mit Hundeschlitten überquerte und die Große Ljachow-Insel betrat. 1773/74 entdeckte Iwan Ljachow die Insel Kotelny, die 1821 von Pjotr Fjodorowitsch Anjou kartiert wurde. Weitere Entdeckungen, insbesondere im Bereich der Anjou-Inseln, gehen auf Jakow Sannikow und Mathias von Hedenström 1805 und 1806 zurück.
George W. DeLong führte eine US-amerikanische Expedition von 1879 bis 1881 in das Gebiet der Neusibirischen Inseln; dabei entdeckte er die nach ihm benannten De-Long-Inseln. Im Auftrag der Kaiserlich Russischen Akademie der Wissenschaften besuchten 1886 mit Alexander von Bunge und Eduard von Toll die ersten Wissenschaftler die Neusibirischen Inseln. Über die Große Ljachow-Insel reisten sie nach Kotelny. Dort teilte die Expedition sich in zwei Gruppen. Toll begab sich nach Neusibirien, während Bunge die Ostküste Kotelnys kartieren wollte, jedoch feststellen musste, dass Kotelny und Faddejewski anders als erwartet durch eine große Sandbank – Toll gab ihr den Namen Bungeland – miteinander verbunden sind. Am 1. Juni kehrte Bunge auf die Große Ljachow-Insel zurück, um die dortigen Fossilien führenden Sedimente zu untersuchen. Im November verließen sie die Inseln wieder. In der Hoffnung, zum Nordpol zu driften, ließ der norwegische Polarforscher Fridtjof Nansen 1893 sein Schiff, die Fram, bei den Neusibirischen Inseln im Eis einfrieren (siehe Nansens Fram-Expedition). Im Jahr 1902 kehrte Toll zu den Neusibirischen Inseln zurück. Die Expedition führte umfangreiche Kartierungsarbeiten durch und suchte nach dem legendären Sannikow-Land. Toll und drei Begleiter erforschten die Bennett-Insel und sind seitdem verschollen.

## Besonderheiten
Auf den Inseln sind reiche Funde an Knochen von Mammuts, Nashörnern und Flusspferden sowie zugehörigen Zähnen und Stoßzähnen gemacht worden. Diese Stoßzähne sind seit alters her in den Süden zur Verarbeitung verbracht worden.